# Trần Đình Sơn (chính khách)
Trần Đình Sơn (sinh ngày 14 tháng 2 năm 1958) là một chính trị gia người Việt Nam. Ông từng là đại biểu Quốc hội Việt Nam khóa 13 nhiệm kì 2011-2016 thuộc đoàn đại biểu tỉnh Đắk Lắk, Ủy viên Ủy ban Tư pháp của Quốc hội khóa 13, Viện trưởng Viện kiểm sát nhân dân tỉnh Đắc Lắk.

## Xuất thân
Ông sinh ngày 14 tháng 2 năm 1958, người dân tộc Kinh, không theo tôn giáo nào. Ông có quê quán ở xã Đông Cương, huyện Đông Sơn, nay là phường Hàm Rồng thuộc tỉnh Thanh Hóa.

## Giáo dục
Ông có trình độ học vấn là Thạc sỹ Luật.
Ông có trình độ lí luận chính trị là Cử nhân chính trị.

## Sự nghiệp
Ông gia nhập Đảng Cộng sản Việt Nam vào ngày 9/10/1984.
Từ năm 1996 đến năm 2008, Trần Đình Sơn là Phó Viện trưởng Viện kiểm sát nhân dân tỉnh Đắk Lắk phụ trách mảng án hình sự. Trần Đình Sơn được Viện trưởng Viện kiểm sát nhân dân tỉnh Đắk Lắk Đỗ Khắc Tiệp đề bạt giữ chức vụ Viện trưởng khi Đỗ Khắc Tiệp về hưu vào tháng 3 năm 2008.
Ông là đại biểu Quốc hội Việt Nam khóa 13 nhiệm kì 2011-2016 thuộc đoàn đại biểu tỉnh Đắk Lắk, đồng thời là Tỉnh ủy viên, Bí thư ban cán sự Đảng, Viện trưởng Viện kiểm sát nhân dân tỉnh Đắc Lắk, Ủy viên Ủy ban Tư pháp của Quốc hội khóa 13, làm việc ở Viện KSND tỉnh Đắk Lắk.
Trần Đình Sơn nghỉ hưu từ ngày 1 tháng 3 năm 2018, thay thế ông phụ trách VKSND tỉnh Đắk Lắk là Phó Viện trưởng Lê Quang Tiến.

## Sai phạm và kỉ luật
Trong kết luận thanh tra của Viện kiểm sát nhân dân tối cao Việt Nam ban hành tháng 9 năm 2018, trong thời gian làm Viện trưởng VKSND tỉnh Đắk Lắk, Trần Đình Sơn đã "vi phạm về quản lý, sử dụng kinh phí bảo trì, đầu tư xây dựng cơ bản, để xảy ra thất thoát tài sản nhà nước hơn 1,532 tỉ đồng".